# نقابة الصحفيين المصريين
تأسست نقابة الصحفيين المصريين في 31 مارس من العام 1941 بصدور القانون رقم 10 لسنة 1941 الذي تقدم به رئيس الوزراء المصري الاسبق على ماهر إلى مجلس النواب، والذي كان يتضمن مشروع إنشاء نقابة للصحفيين في مصر. وقد توج هذا القانون نضال عدد من الاباء المؤسسين لمنهة الصحافة، الذين شكلوا أول نقابة تحت التأسيس في العام 1912، على يد عددًا من أصحاب الصحف القومية، وقد انتخب في الجمعية العمومية الأولى، مسيو «كانيفيه» صاحب جريدة «لاريفورم» بالإسكندرية نقيبًا، وفارس نمر وأحمد لطفي السيد وكيلين، لكن الامر لم يستمر طويلا، فقد تسببت الاحداث التي شهدتها المنطقة خلال الحرب العالمية الاولي في تأجيل الفكرة لفترة، قبل أن تعود مجددا في عشرينيات القرن الماضي، بعد تأسيس أول رابطة للصحفيين علي يد 5 من الصحفيين وهم «داود بركات وإسكندر سلامة ومحمد حافظ عوض وجورج طنوس»؛ وأعلن المؤسسون في هذا الوقت أن هدف الرابطة هو السعي باتجاه إنشاء نقابة تضم الصحفيين المشتغلين بالمهنة في مصر.
في العام 1924، صعد الصحفيون المصريون مطالبهم، وتقدم ثلاثة منهم وهم: أمين الرافعي ومحمد حافظ عوض وليون كاسترو، بطلب إلى رئيس الوزراء حينذاك لإصدار قانون لإنشاء نقابة للصحفيين، وقد دعا الصحفيون الخمسة جميع المشتغلين بالمهنة إلى سلسلة من الاجتماعات لإعداد مشروع النقابة التي أعلنوا قيامها في نفس العام، قبل أن يصدر في العام 1936 مرسوم باعتماد نظام «جمعية الصحافة»، في عهد وزارة علي ماهر، لكن عدم اعتماد البرلمان لهذا المشروع، حال دون اكتمال الفكرة ودخولها حيز التنفيذ.
تقدم رئيس الوزراء علي ماهر في 27 نوفمبر من العام 1939 بمشروع قانون لانشاء نقابة للصحفيين إلى مجلس النواب المصري، قبل ان يقر مجلس النواب مشروع القانون في العام 1941 بعد عامين من الجدل.

## الوقائع المصرية وتاريخ العسكرية المصرية
مع وصول محمد علي إلى السلطة في مصر وما صاحب ذلك من تطور شمل كل نواحي الحياة خاصة الجيش والصناعة الحربية كان منطقياً أن تظهر صحافة عسكرية لتتابع نشاط حملات الجيش المصري وقائده ابراهيم باشا. إلا أن تيار الحياة يعود مرة أخرى في العصر الحديث إلى الصحافة العسكرية. وبمولد جريدة الوقائع المصرية كأول جريدة مصرية، بدأت تفسح صدرها لأخبار جيش محمد علي وانتصاراته. وبعد أن وصل الجيش إلى 300 ألف جندي وضابط وتضخم الحملات والانتصارات، ظهرت «الجريدة العسكرية» وكانت تطبع في مطبوعة ديوان الجهادية في بداية حملة الشام عام (1833). «ويصدر منها شهرياً خمسة عشر نمرة» مثلما توضح المراجع. ثم ظهرت «القازتة العسكرية» وانكمشت الصحافة العسكرية في عهد عباس وسعيد. وفي عهد إسماعيل ظهرت صحيفتان عسكريتان، وهما «الجريدة العسكرية المصرية» و«جريدة أركان حرب الجيش المصري». وضمت الجريدة الأولى الصحفي «عبد الله أبو السعود أفندي» الذي يمكن اعتباره أول صحفي مدني متخصص في الشئون العسكرية في العصر الحديث. كان أول ظهور للجريدة العسكرية المصرية عام (1865). وان كان هذا لا يعني أن الصحف التي كانت قائمة آنذاك لم تهتم بالأخبار العسكرية. فقد امتلأت صفحات جريدة «الأهرام» بأخبار الحرب التركية الروسية وكذلك فعلت جريدة «الوطن». كما اهتمت الصحف الأخرى التي أصدرها «يعقوب صنوع» سواء في مصر أو الخارج مثل أبو زماره، الحاوي وغيرها بأخبار الثورة العرابية. وكان أهم عمل صحفي عسكري أثناء الثورة العرابية، ما قام به عبد الله النديم صحفي الثورة العرابية وخطيبها، فقد انتقل الرجل إلى حيث كان الجيش يتهيأ للقاء الإنجليز في معركة التل الكبير.
وضمن جريدته «اللطائف» والتي كان يحررها وهو علي مقربة من النشاط الحربي في معسكر «كنج عثمان» مقالات لإثارة الهمم والطعن في الإنجليز، بالإضافة إلى وصف ثورة الجيش والمعارك الحربية. وعنها كانت تنقل صحف القاهرة أخبار الحرب. وبعد الاحتلال البريطاني لمصر عام (1882) تقلص دور الصحافة العسكرية. واقتصرت الصحافة العسكرية علي الأوامر والمنشورات والنشرات التي تصدرها وزارة الحربية وعلي بعض المقالات والبحوث التي تنشر بين الحين والحين في جرائد الأهرام والجهاد وكوكب الشرق والضياء والمقطم ومصر. وكانت معظم هذه المقالات والبحوث يوقعها «محارب قديم» وهو اليوزباشي احمد حموده وفي عام (1937) خرج هذا الكاتب من تنكره، وقدم لمصر مجلة عسكرية متخصصة وكانت أول مجلة من نوعها تظهر في منطقة الشرق الأوسط.

## دار النقابة
وحتى ديسمبر من العام 1941 لم يكن للنقابة مقر رغم أن موافقة الحكومة على إنشائها اقترنت بشرط توفير مقر لها، الأمر الذي سارع من اجله الأستاذ/ محمود أبو الفتح بالتنازل عن شقته بعمارة الإيموبيليا لتصبح أول مقر لها.
عندما حان موعد عقد اجتماع جمعية عمومية عادية للصحفيين عام 1942 وجد مجلس النقابة أن الصحفيين في أشد الحاجة إلى مكان أكثر اتساعا لعقد جمعيتهم واهتدي المجلس إلى قاعة نقابة المحامين الكبرى لعقد هذا الاجتماع، وأثناء عقد الاجتماع استرعى انتباه مجلس النقابة وجود قطعة أرض فضاء مجاوره لنقابة المحامين عليها بضع خيام.
وفي اليوم التالي توجه محمود أبو الفتح - نقيب الصحفيين- إلي جهات الاختصاص في الدولة وطلب هذه الأرض ليقام عليها مبنى النقابة، لكنه علم أنها مملوكة للقوات المسلحة البريطانية وقد أنشأت عليها خياما يقيم فيها الناقهون من جرحى الحرب العالمية الثانية، وعرض على أبو الفتح قطعة أرض أخرى يشغلها سوق الخضر والفاكهة بالقرب من هذا المكان بشارع رمسيس (تشغلها حاليا نقابتا المهندسين والتجاريين) بشرط أن تتولى نقابة الصحفيين إزالة آثار السوق على نفقتها الخاصة، لكن مجلس النقابة رفض العرض وفضل الانتظار حتى تضع الحرب أوزارها ثم يسعى مرة أخرى للحصول على قطعة الأرض المجاورة لنقابة المحامين.
وخلال هذه الفترة سعت النقابة لإيجار مقر آخر، وفى العام (1944) كان فؤاد سراج الدين -وزير الداخلية- قد أمر بالاستيلاء على مبنى من طابق واحد بشارع قصر النيل (رقم 33 أمام عمارة الإيموبيليا والبنك الأهلي) ومصادرته لصالح نقابة الصحفيين فورا بعد أن كان ناديا فخما للعب القمار.
وظل هذا المبنى مقرا للنقابة وناديا لها تم دعمه بمكتبة قيمة تحتوي على أربعة آلاف كتاب والعديد من الدوريات الصحفية وأصبح يتوافد عليه الزائرون من كبار رجال الدولة والأدباء والفنانين، ورغم أن رفعة مصطفى النحاس باشا -رئيس الوزراء- قد أمر بتخصيص قطعة الأرض المجاورة لنقابة المحامين ليقيم عليها الصحفيون.
نقابتهم إلا أن مساعي فكري أباظة -نقيب الصحفيين في ذلك الحين- عام (1944) لم تكلل بالنجاح لتنفيذ أمر رئيس الوزراء، لأن جهات الاختصاص في الدولة لم تكن قادرة على أن تأمر القوات المسلحة البريطانية بالجلاء عن هذه الأرض!.. ولم ييأس الصحفيون وغامر حافظ محمود - وكيل النقابة - وقام أثناء غياب فكري أباظه بالخارج بتوجيه إنذار إلى القيادة البريطانية بالقاهرة للجلاء عن هذه الأرض 'حيث أنها آلت من الحكومة المصرية لنقابة الصحفيين لإقامه مبنى جديد عليها ' وكانت المفاجأة أن استجابت القيادة البريطانية على الفور وواجهت النقابة بعد ذلك مشكلة التمويل، وقام مصطفى القشاشي -السكرتير العام لنقابة الصحفيين- ببذل جهود مضنيه مع دولة محمود فهمي النقراشي -رئيس الوزراء آنذاك- بخصوص هذا الموضوع ومهد الطريق لعقد اجتماع لرئيس الوزراء مع مجلس النقابة لأول مرة وتم عرض مطلب النقابة على مجلس الوزراء الذي وافق على اعتماد 40 ألف جنيه تحت حساب تكاليف المبنى وقال رئيس الوزراء في رسالة لمجلس النقابة «يسعدني أن أبلغكم بأن يتم هذا البناء ويفرش بأحدث المفروشات حتى يصبح منارة إشعاع تطل منها مصر بحضارتها العريقة على الدنيا كلها.. أريدكم أن تعرفوا أنني قررت أنه عندما يحضر وفد أجنبي إلي مصر أن أعزمه في نقابة الصحفيين لأنها مرآة صادقة للمجتمع المصري». وقد عهد إلي المهندس د. سيد كريم - أن يعد تصميما نموذجيا للنقابة ووضع النقيب محمود أبو الفتح - حجر الأساس للمبنى أول يونيو 1947 وتم افتتاحه رسميا في 31 مارس (1949) وبلغت تكاليفه 701و39801 جنيه.
وبسبب التوسع في الخدمات ومحاولات تحقيق الاستقلال والأمن المالي للنقابة بحيث لا تستمر في اعتمادها ماليا على الدولة حاولت عدة مجالس في دورات النقباء أحمد قاسم جودة وحافظ محمود وكامل زهيري إقامة مشروع يتيح التوسعة في المبنى والاستفادة في استثمار جزء من هذه التوسعة لتحقيق دخل للنقابة، إلا أنها ظلت مجرد محاولات.
وفي عام (1981) في دورة النقيب / صلاح جلال - تجددت المحاولات بعد أن ينجح النقيب في استصدار قرار من الرئيس / حسني مبارك - في 25 أكتوبر عام 1981 بالتنازل دون مقابل عن قطعة الأرض المقام عليها مبنى النقابة على أن يقتصر الانتفاع بها على أعضاء النقابة ويحظر التصرف فيها للغير لمدة خمسة وعشرين عاما. وتم عمل رسوم تفصيلية ولإقامة مبنى جديد يتكون من 17 طابقا وقدرت التكلفة بـ12 مليون جنيه ومع ذلك لم ير المشروع النور.
وفي دورة مجلس (1995) برئاسة النقيب / إبراهيم نافع - وضع ضمن أولوياته تنفيذ هذا المشروع وإقامة مبنى جديد يلبي الاحتياجات المتزايدة للأنشطة الصحفية وحصل بالفعل على دعم مبدئي من الدولة في ذلك الوقت بلغ 10 ملايين جنيه وتم وضع حجر الأساس في 10 يونيو 1997 خلال الاحتفال بيوم الصحفي وفى عام (1998) وقع مكرم محمد احمد نقيب الصحفيين عقد بناء المبنى مع الإدارة الهندسية للقوات المسلحة. وقد انتهى العمل تماما بالمبنى وتم تأثيثه والانتقال إليه في يوليو 2002.